# William C. de Mille
Pour les articles homonymes, voir de Mille.
William C. de Mille est un réalisateur, scénariste, producteur et acteur américain, né le 25 juillet 1878 à Washington (Caroline du Nord), décédé le 8 mars 1955 à Playa del Rey (Californie). C'est le frère aîné de Cecil B. DeMille, qui l'attira du théâtre au cinéma, où il fit une carrière de plus de 40 ans.
Il est inhumé au Hollywood Forever Cemetery à Hollywood.

## Biographie
Il est le fils de Beatrice DeMille et le frère de Cecil B. DeMille.
Il a présenté la 1re cérémonie des Oscars en 1929 (avec Douglas Fairbanks) et la 2e cérémonie des Oscars (seul) en avril 1930.

## Filmographie

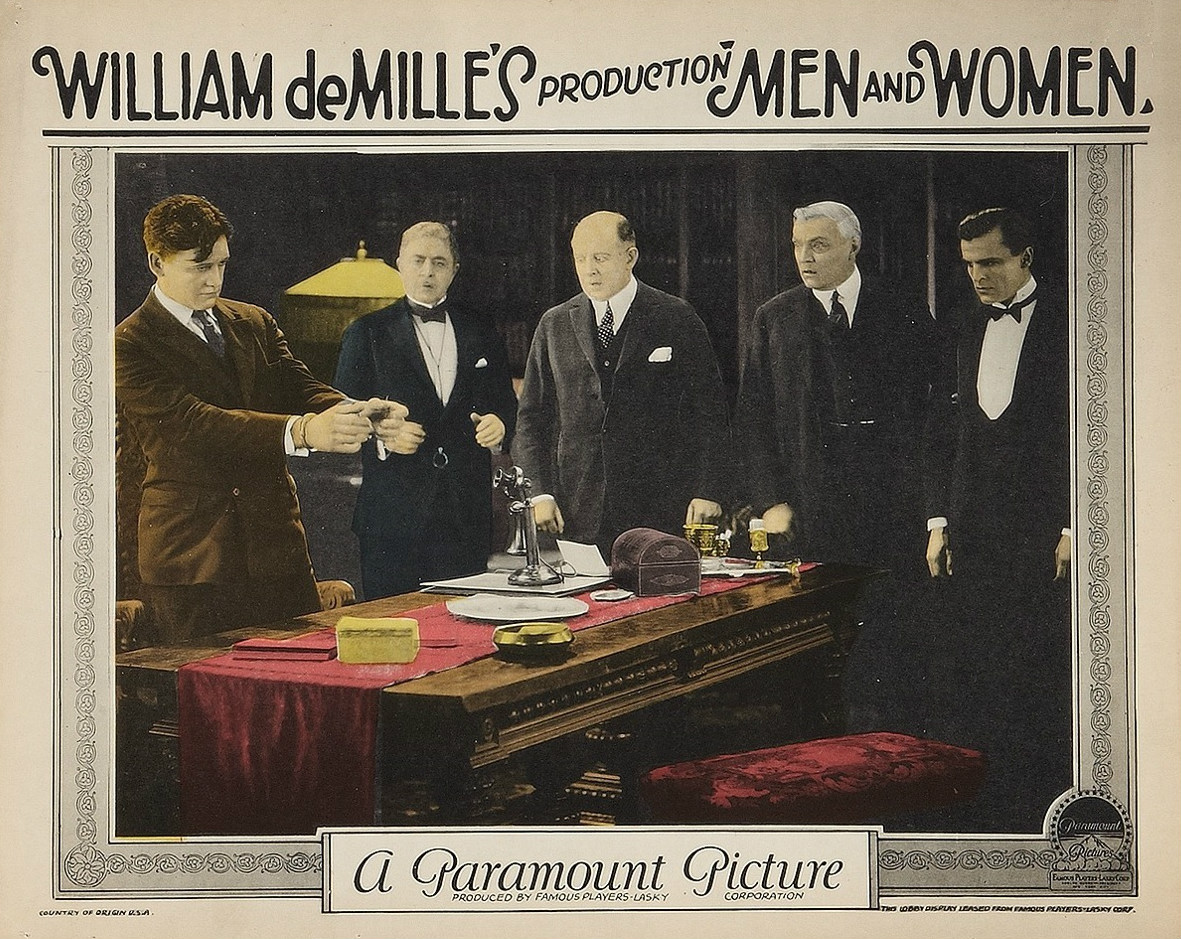
Carte promotionnelle du film Men and Women (1925).

### comme réalisateur
- 1914 : The Only Son
- 1916 : The Ragamuffin
- 1916 : The Blacklist
- 1916 : The Sowers
- 1916 : The Clown
- 1916 : Common Ground (en)
- 1916 : Anton the Terrible
- 1916 : L'Héritière de la Hoorah (The Heir to the Hoorah)
- 1917 : Hara-Kiri (Hashimura Togo)
- 1917 : Ghost House
- 1917 : The Secret Game
- 1918 : The Widow's Might
- 1918 : Les Émigrants (One More American)
- 1918 : Soupçon tragique (The Honor of His House)
- 1918 : Mirandy Smiles
- 1918 : The Mystery Girl
- 1919 : Peg o' My Heart
- 1920 : The Tree of Knowledge
- 1920 : Monsieur l'Archiduc (Jack Straw)
- 1920 : La Princesse Alice (The Prince Chap)
- 1920 : La Montée du passé (Conrad in Quest of His Youth)
- 1920 : Folie d'été (Midsummer Madness)
- 1921 : Ce que peut une femme (What Every Woman Knows)
- 1921 : Romance d'autrefois (The Lost Romance)
- 1921 : Le Vieux Comédien (After the Show)
- 1921 : Lulu Cendrillon (Miss Lulu Bett)
- 1922 : L'Effroi du vice (Bought and Paid For)
- 1922 : Des gens très bien (Nice People)
- 1922 : L'Accordeur (Clarence)
- 1923 : Après le triomphe (The World's Applause)
- 1923 : Grand-Papa (Grumpy)
- 1923 : Only 38
- 1923 : The Marriage Maker
- 1923 : Don't Call It Love
- 1924 : Cœurs de glace (Icebound)
- 1924 : The Bedroom Window
- 1924 : The Fast Set
- 1925 : Locked Doors
- 1925 : Men and Women
- 1925 : Banco (Lost: A Wife)
- 1925 : New Brooms
- 1925 : L'Amour cambrioleur (The Splendid Crime)
- 1926 : The Runaway
- 1926 : For Alimony Only
- 1927 : The Little Adventuress
- 1928 : Tenth Avenue
- 1928 : Dominatrice (Craig's Wife)
- 1929 : The Doctor's Secret (en)
- 1929 : The Man Higher Up
- 1929 : The Idle Rich
- 1930 : This Mad World
- 1930 : Passion Flower
- 1932 : Two Kinds of Women

### comme scénariste
- 1930 : Passion Flower
- 1914 : Cameo Kirby, d'Oscar Apfel
- 1915 : The Goose Girl
- 1915 : Carmen, de Cecil B. DeMille
- 1915 : Tentation (Temptation), de  Cecil B. DeMille
- 1915 : After Five de Cecil B. DeMille
- 1916 : The Blacklist de lui-même
- 1916 : Maria Rosa, de Cecil B. DeMille
- 1916 : The World and the Woman
- 1916 : Jeanne d'Arc (Joan the Woman), de Cecil B. DeMille
- 1917 : Les Conquérants (The Woman God Forgot), de Cecil B. DeMille
- 1918 : L'Illusion du bonheur (We Can't Have Everything), de Cecil B. DeMille
- 1919 : Pour le meilleur et pour le pire (For Better, for Worse), de Cecil B. DeMille
- 1929 : The Doctor's Secret (en)
- 1931 : The Secret Call de Stuart Walker
- 1939 : Capitaine Furie (Captain Fury) de  Hal Roach

### comme producteur
- 1920 : Conrad in Quest of His Youth
- 1920 : Midsummer Madness
- 1927 : Almost Human

### comme acteur
- 1914 : Rose of the Rancho